# 丹麥議會
丹麦國會（丹麥語：Folketinget，丹麥語發音：[ˈfʌlɡ̊ətˢeŋˀ]，直译为人民庭）是丹麥王國的立法機關，共有179席，175席來自丹麥本土，2席來自格陵蘭，2席來自法羅群島，最近一次選舉是在2022年。平日開會地點是位於哥本哈根斯洛索民島的基斯坦堡宮。

## 歷史
丹麥本來自1849年實行兩院制，國會由上議院（丹麥語：Rigsdag）與下議院（丹麥語：Landsting）所組成，直到1953年為止。原則上，兩者權力相等，唯所代表的選民有所分別。其議員是由獨立農民，商人及受教育人士所選。1866年到1915年，下議院的選民只限於國王所委任的富翁。因此他們都只是代表貴族制度和保守派。1953年的公民表決改變了這個制度，把兩院合併，成立了今天的丹麦國会。

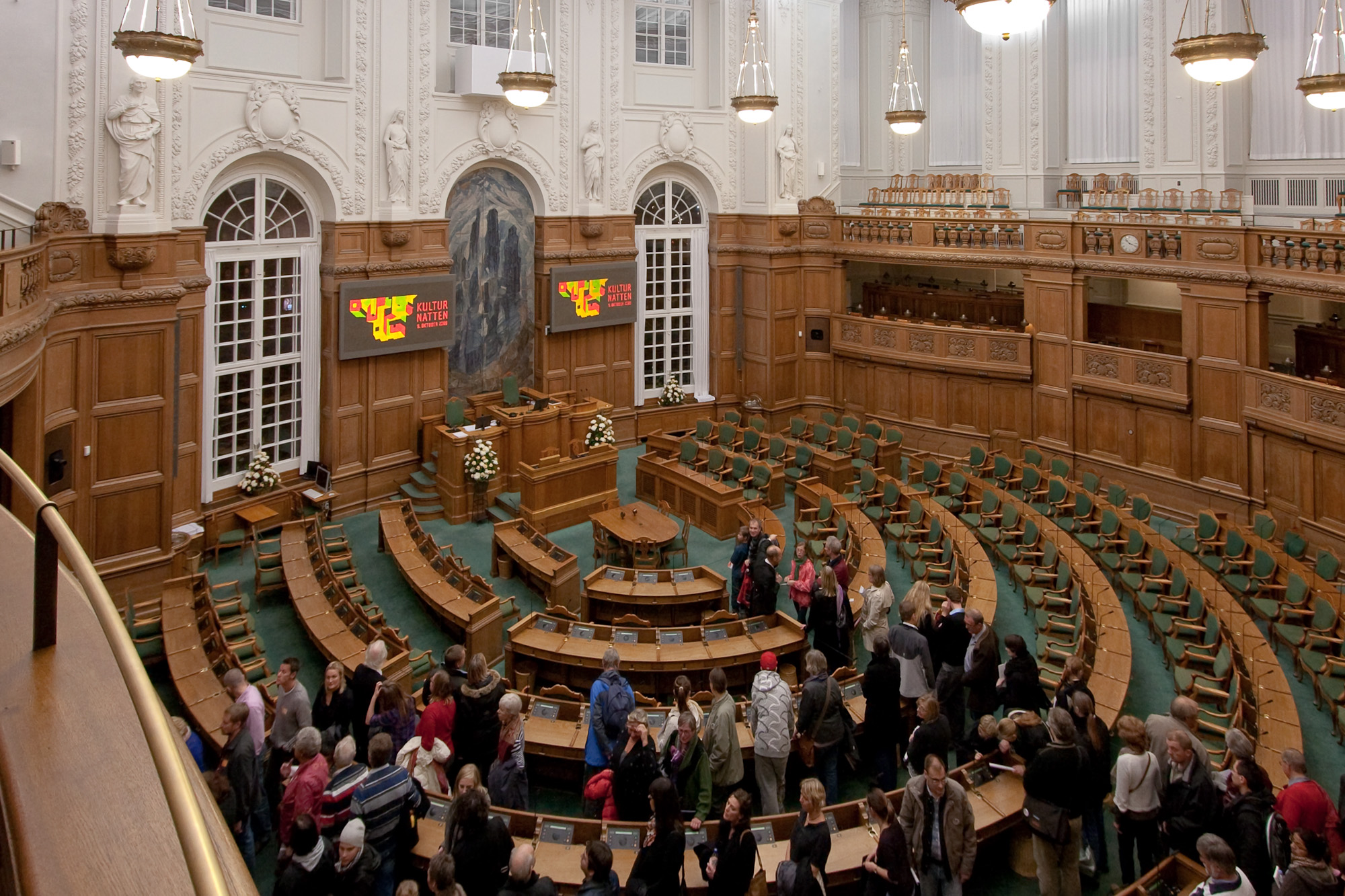
克里斯蒂安堡宫议事厅内景
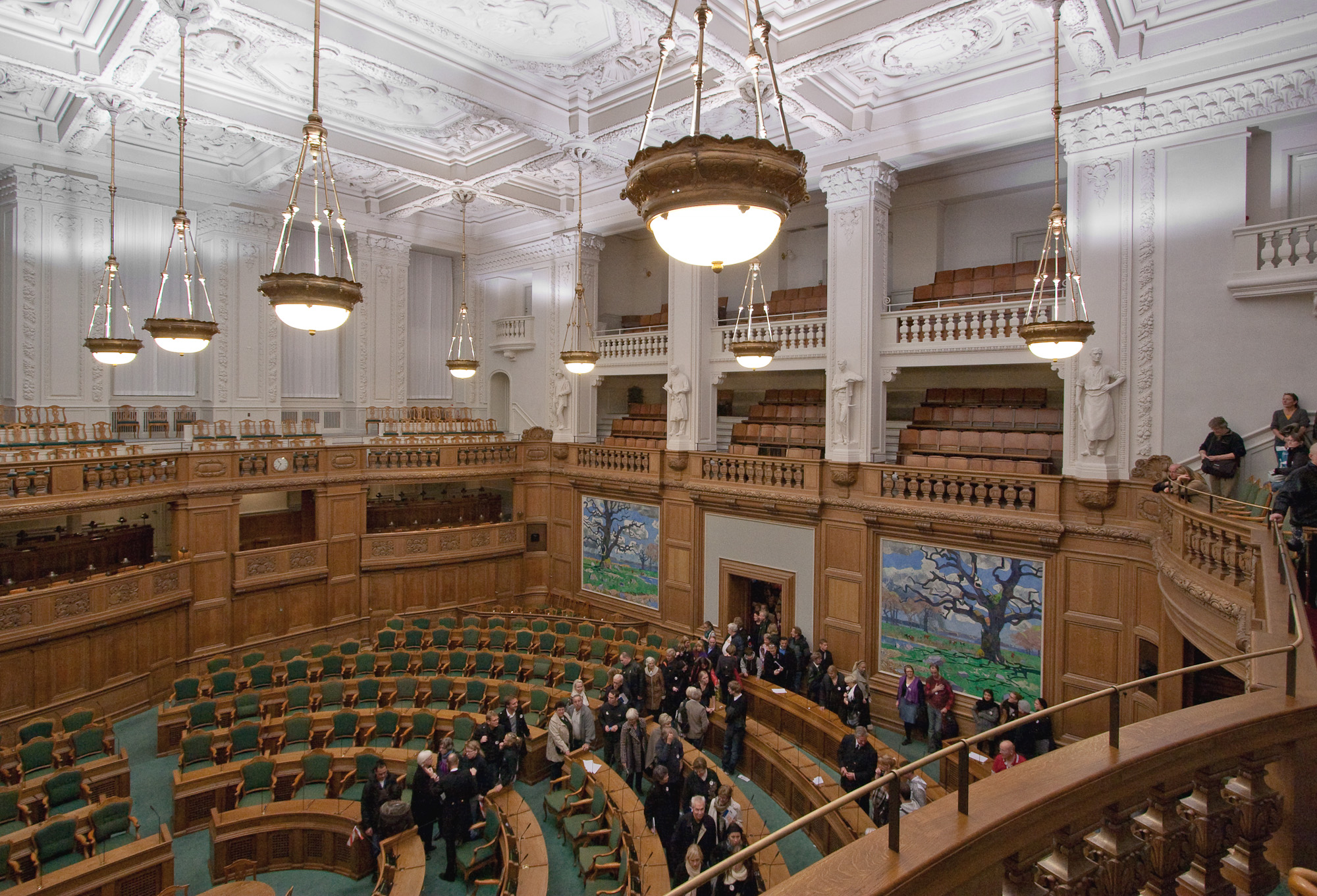
从入口处观看克里斯蒂安堡宫议事厅

## 外部連結
- （英文） Folketinget（页面存档备份，存于） – 官方網站